# From Mediterranea with Love
From Mediterranea with Love — мініальбом англійської групи Duran Duran, який був випущений 23 грудня 2010 року.

## Композиції
1. Mediterranea — 5:38
2. (Reach Up For The) Sunrise — 5:30
3. Ordinary World — 6:36

## Учасники запису
- Саймон Ле Бон — вокал
- Нік Роудс — клавішні
- Джон Тейлор — бас-гітара
- Роджер Тейлор — ударні
- Енді Тейлор — гітара